# Les Noisettes
Les Noisettes est un tableau réalisé par le peintre français William Bouguereau en 1882. D'un format horizontal, cette huile sur toile représente deux fillettes installées à l'orée d'un bois après avoir récolté les noisettes que l'une tient entre ses mains. Don de William Edmund Scripps, l'œuvre fait partie des collections du Detroit Institute of Arts, à Détroit, dans le Michigan, aux États-Unis.